# Brejaubinha
Brejaubinha é um distrito do município brasileiro de Governador Valadares, no interior do estado de Minas Gerais. Segundo o censo demográfico de 2022, realizado pelo Instituto Brasileiro de Geografia e Estatística (IBGE), sua população era de 579 habitantes e havia 234 domicílios particulares permanentes ocupados. Possui área de 59,09 km² conforme a Fundação João Pinheiro (FJP).
De acordo com o IBGE, em 2010 a população era de 2 328 habitantes e havia 893 domicílios particulares.
Foi criado pelo decreto-lei estadual nº 32 de 31 de dezembro de 1937, juntamente à emancipação da cidade. É banhado pelo córrego Brejaubinha e o acesso do distrito à sede de Governador Valadares se dá pela MGC-259.